# Еловец
Еловец или книжовно Елховец (на македонска литературна норма: Еловец) е село в централната част на Северна Македония, в община Чашка.

## География
Селото е разположено в областта Грохот, на около 15 км западно от град Велес. Църквата в селото „Възкресение Христово“ е дело на Андон Китанов.

## История
През XIX век Еловец е чисто българско село във Велешка кааза, Нахия Грохот на Османската империя. Според статистиката на Васил Кънчов („Македония. Етнография и статистика“) от 1900 година селото има 275 жители, всички българи християни.
В началото на XX век християнското жителите на селото са под върховенството на Българската екзархия. По данни на секретаря на екзархията Димитър Мишев („La Macédoine et sa Population Chrétienne“) през 1905 година в Елховец (Elhovetz) има 248 българи екзархисти.
При избухването на Балканската война в 1912 година 3 души от Еловец са доброволци в Македоно-одринското опълчение.
След Междусъюзническата война в 1913 година селото остава в Сърбия.
На етническата си карта от 1927 година Леонард Шулце Йена показва Йеловце (Jelovce) като българско християнско село.

## Личности
Родени в Еловец
- Кольо Попов, български революционер от ВМОРО, четник на Иван Наумов Алябака[6]